# Joan Vidal i Carlà
Joan Vidal i Carlá (Escaló, 1828 - Suterranya, 1894) fou un sacerdot, professor de teologia i polític carlí català.

## Biografia
Va néixer a Escaló el 12 de març de 1828, fill de Joan Vidal i Barat i Francesca Carlà i Rafel. Los seus pares i els seus avis van ser tots militants de la causa carlina.
Després de cursar Llatí i Humanitats, va estudiar Filosofia i els set anys de Teologia escolàstica i moral com a col·legial intern a la diòcesi d'Urgell. Va ser ordenat de prevere el 15 d'abril de 1854. Durant los últims anys de la seua carrera va regentar totes les càtedres del Seminari. Al maig del 1854 va ser destinat de vicari a Albet, on va residir fins a l'octubre del mateix any. En aquest mes fou nomenat ecònom de la parròquia del terme d'Albesa, exercint-ne el càrrec fins a l'octubre del 1856.
En aquesta època va ser traslladat al Seminari d'Urgell per exercir la càtedra de Filosofia i el càrrec de mestre de col·legials en lo curs del 1856 al 1857. Al febrer del 1857, tenint ja el grau de batxiller en Teologia, que va rebre al juliol del 1854, va anar al Seminari Central de València a rebre el grau de llicenciat i doctor en la mateixa facultat de Teologia, los quals va obtenir tots amb lo distingit títol de Nemine discrepante.
Lo setembre del 1857 fou nomenat ecònom de terme de la parròquia de Ribelles, càrrec que va exercir fins al febrer del 1859, en què fou traslladat de ecònom a la parròquia de Montellà, de la qual esdevindria rector l'agost del 1860. Finalment, al maig del 1865 va ser traslladat a parròquia de Suterranya, on va romandre. A l'abril del 1858 va fer oposicions a la canongia lectoral de la Seu d'Urgell, les quals li van ser aprovades per unanimitat i amb tots los honors, i de la mateixa manera li van ser aprovades les oposicions que va fer el 1862 a la canongia magistral de la mateixa església.
Després de la revolució de 1868 en que fou destronada Isabel II, va fer propaganda del carlisme i va escriure les obres «El libro de los reyes y el principio de autoridad» i «La libertad de cultos examinada en el terreno de la filosofía», contra la llibertat religiosa. En les eleccions generals espanyoles de 1871 fou designat candidat a diputat pel districte de Sort. Va dir als seus electors que el seu únic objectiu era treballar incessantment per enderrocar la situació liberal i va obtindre 3.871 vots, derrotant lo candidat ministerial, Ramon Codina, que només ne va aconseguir 1.800. Lo governador de la província de Lleida, després de la derrota del seu candidat, va voler dur-se'l pres, però Joan Vidal va aconseguir escapar gràcies als avisos que va rebre del president de la Junta provincial catòlico-monàrquica de Lleida. A les Corts se va destacar com a orador per la seua defensa dels principis catòlics i del catolicisme com a única religió d'Espanya.
Durant la tercera guerra carlina, fou objecte d'alguna mesura per part de l'autoritat militar de Tremp, que el considerava sospitós de treballar pels carlins. En acabar la guerra, l'any 1876 va visitar a Madrid los diputats de Lleida i el subsecretari de governació.
Segons l'obra La Bandera Carlista en 1871, mossèn Vidal i Carlà era de costums austeres i morigerades, estimava la soledat, desconeixia l'adulació i només gaudia en la polèmica i l'estudi. També es deia d'ell que reunia «una activitat i una energia de caràcter admirables» i que era «franc, expansiu, modest, caritatiu en alt grau» i «un infatigable propagandista de la veritat». Va morir a Suterranya el 10 de novembre de 1894.

## Obres
- El libro de los reyes y el principio de autoridad
- La libertad de cultos examinada en el terreno de la filosofía